# Liste der Naturdenkmale in Mahlberg
| Naturdenkmale | Anzahl |
| ------------- | ------ |
| FND           | 0      |
| END           | 2      |
| Gesamt        | 2      |

Die Liste der Naturdenkmale in Mahlberg nennt die verordneten Naturdenkmale (ND) der im baden-württembergischen Ortenaukreis liegenden Stadt Mahlberg. In Mahlberg gibt es zwei als Naturdenkmal geschützte Objekte, keines ist ein flächenhaftes Naturdenkmal (FND), alle sind Einzelgebilde-Naturdenkmale (END).
Stand: 1. November 2016.

## Einzelgebilde (END)
| Name                     | Bild | Kennung     | Einzelheiten | Position | Fläche Hektar | Datum        |
| ------------------------ | ---- | ----------- | ------------ | -------- | ------------- | ------------ |
| Eichengruppe             |      | 83170730002 | Mahlberg     | ???      | 0,0           | 3. Okt. 1988 |
| Freiheitslinde           |      | 83170730001 | Mahlberg     | ???      | 0,0           | 3. Juli 1956 |
| Legende für Naturdenkmal |      |             |              |          |               |              |